# Parambassis
Parambassis is een geslacht van straalvinnige vissen uit de familie van Aziatische glasbaarzen (Ambassidae).

## Soorten
- Parambassis alleni (Datta & Chaudhuri, 1993)
- Parambassis apogonoides (Bleeker, 1851)
- Parambassis altipinnis Allen, 1982
- Parambassis bistigmata Geetakumari, 2012
- Parambassis confinis (Weber, 1913)
- Parambassis dayi (Bleeker, 1874)
- Parambassis gulliveri (Castelnau, 1878)
- Parambassis lala (Hamilton, 1822)
- Parambassis macrolepis (Bleeker, 1856)
- Parambassis pulcinella Kottelat, 2003
- Parambassis ranga (Hamilton, 1822)
- Parambassis siamensis (Fowler, 1937)
- Parambassis thomassi (Day, 1870)
- Parambassis tenasserimensis Roberts, 1995
- Parambassis vollmeri Roberts, 1995
- Parambassis wolffii (Bleeker, 1850)